# Presidente Figueiredo
Presidente Figueiredo is een gemeente in de Braziliaanse deelstaat Amazonas. De gemeente telt 30.668 inwoners (schatting 2022).

## Naam
De gemeente is vernoemd naar João Batista de Figueiredo Tenreiro Aranha, de eerste president van de provincie Amazonas in 1852.

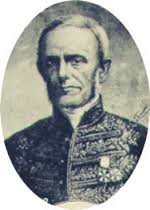
President Figueiredo

## Geografie

### Aangrenzende gemeenten
De gemeente grenst aan Manaus, Novo Airão, Rio Preto da Eva, São Sebastião do Uatumã, Urucará en Rorainópolis (RR).

### Beschermde gebieden

#### Inheems gebied
- Terra Indígena Waimiri-Atroari

#### Bosgebied
- Reserva Biológica do Uatumã

### Hydrografie
De stad ligt aan de rivier de Urubui. In de gemeente ligt het stuwmeer Lago de Balbina, die uitmondt in de rivier de Uatumã.

## Verkeer en vervoer

### Vliegverkeer
- Aeródromo Balbina is een vliegveld naast de Hydro centrale van Balbina.

### Wegen
De plaats is via de hoofdweg BR-174 verbonden met Manaus in het zuiden en Boa Vista in het noorden. De AM-240 is een verbinding binnen de gemeente met Balbina en de Hydro centrale in het oosten.